# Monochlaena sinuosa
Monochlaena sinuosa là một loài thực vật có mạch trong họ Dryopteridaceae. Loài này được (Desv.) Gaudich. miêu tả khoa học đầu tiên.